# Templo de Set
El Templo de Set es una orden de iniciación oculta fundada en 1975. Un nuevo movimiento religioso y forma de esoterismo occidental, el Templo defiende una religión conocida como setianismo, cuyos practicantes se llaman setianos. Esto a veces se identifica como una forma de satanismo, aunque los setianos no suelen adoptar este término y algunos académicos lo impugnan.
El Templo fue establecido en los Estados Unidos en 1975 por Michael Aquino, un politólogo estadounidense, oficial militar y miembro de alto rango de la Iglesia de Satanás de Anton LaVey. Insatisfecho con la dirección en la que LaVey estaba llevando a la Iglesia, Aquino renunció y, según su propio reclamo, se embarcó en un ritual para invocar a Satanás, quien le reveló un texto sagrado llamado El libro de la llegada de la noche. Según Aquino, en esta obra Satanás reveló que su verdadero nombre era el de Set, que había sido el nombre usado por sus seguidores en el antiguo Egipto. A Aquino se unieron para establecer el Templo varios otros miembros insatisfechos de la Iglesia de LaVey, y pronto se establecieron varios grupos setianos en todo Estados Unidos.
Los setianos creen que Set es el único dios real y que ha ayudado a la humanidad dándoles un intelecto interrogante, la "Llama Negra", que los distingue de otras especies animales. A Set se le tiene en alta estima como maestro cuyo ejemplo debe ser emulado, pero no se le adora como una deidad. De base sumamente individualista, el Templo promueve la idea de que los practicantes deben buscar la auto-adoración y así alcanzar la inmortalidad de la conciencia. Los setianos creen en la existencia de la magia como una fuerza que puede manipularse a través del ritual, sin embargo, el Templo no prescribe la naturaleza de estos rituales. Específicamente, Aquino describió las prácticas setianas como "magia negra", un término que define idiosincráticamente.
Después de la iniciación en el templo, un setiano puede avanzar a lo largo de una serie de seis grados, cada uno de los cuales requiere mayores responsabilidades para el grupo; como resultado, la mayoría de los miembros permanecen en los dos primeros grados. Gobernado por un sumo sacerdote o una suma sacerdotisa y un Consejo de Nueve más amplio, el Templo también se divide en grupos conocidos como pilones, a través de los cuales los setianos pueden reunirse o comunicarse para avanzar en su trabajo mágico en un área en particular. Los pilones del templo ahora están presentes en los Estados Unidos, Australia y Europa, y las estimaciones sitúan la membresía del templo entre 200 y 500.

## Definición
El Templo de Set es un nuevo movimiento religioso, y se basa en formas anteriores de esoterismo occidental. Entre los eruditos académicos de estudios religiosos, ha habido cierto debate sobre si el Templo de Set puede caracterizarse como "satanismo" o no. Los eruditos de estudios religiosos Asbjorn Dyrendal, Massimo Introvigne, James R. Lewis y Jesper Aa. Petersen describe el Templo de Set como un grupo satánico, a pesar de su renuencia a usar el término "satanismo", debido a que es una rama de la Iglesia de Satanás que continúa usando la mitología satánica. Por el contrario, el erudito Kennet Granholm argumentó que no debe considerarse una forma de satanismo porque no pone énfasis en la figura de Satanás. Granholm reconoció que era un "actor en el medio satánico" y parte del grupo más amplio de tradiciones esotéricas del camino de la izquierda. Sugirió que también podría verse como una forma de "post-satanismo", continuando así reflejando sus orígenes históricos dentro del satanismo religioso.
El Templo de Set está mucho más arraigado en ideas esotéricas de lo que había estado la Iglesia de Satanás. Por lo tanto, se le ha denominado "satanismo esotérico", un término utilizado para contrastarlo con el "satanismo racional" que se encuentra en el satanismo LaVeyano. En consecuencia, ha sido etiquetado como el "ala intelectual del satanismo esotérico", y el Templo se presenta a sí mismo como una religión intelectual. Aquino poseía un P.h.D. en ciencias políticas y esta educación formal se reflejó en la forma en que presentó sus argumentos, en los que se basa ampliamente en la filosofía y las ciencias occidentales.

## Historia

### Fundación

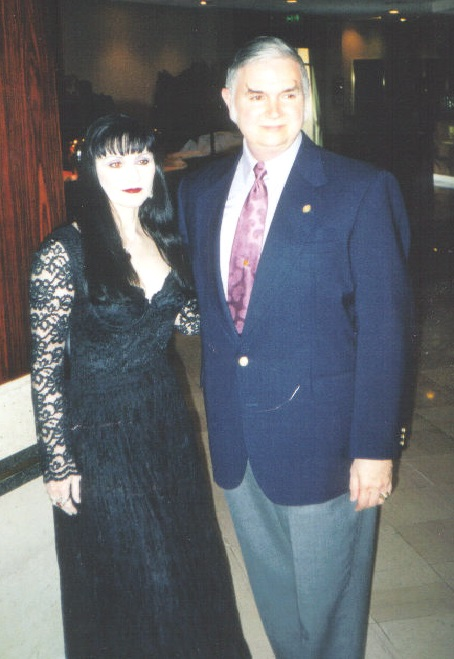
Aquino con su esposa Lilith en 1999.

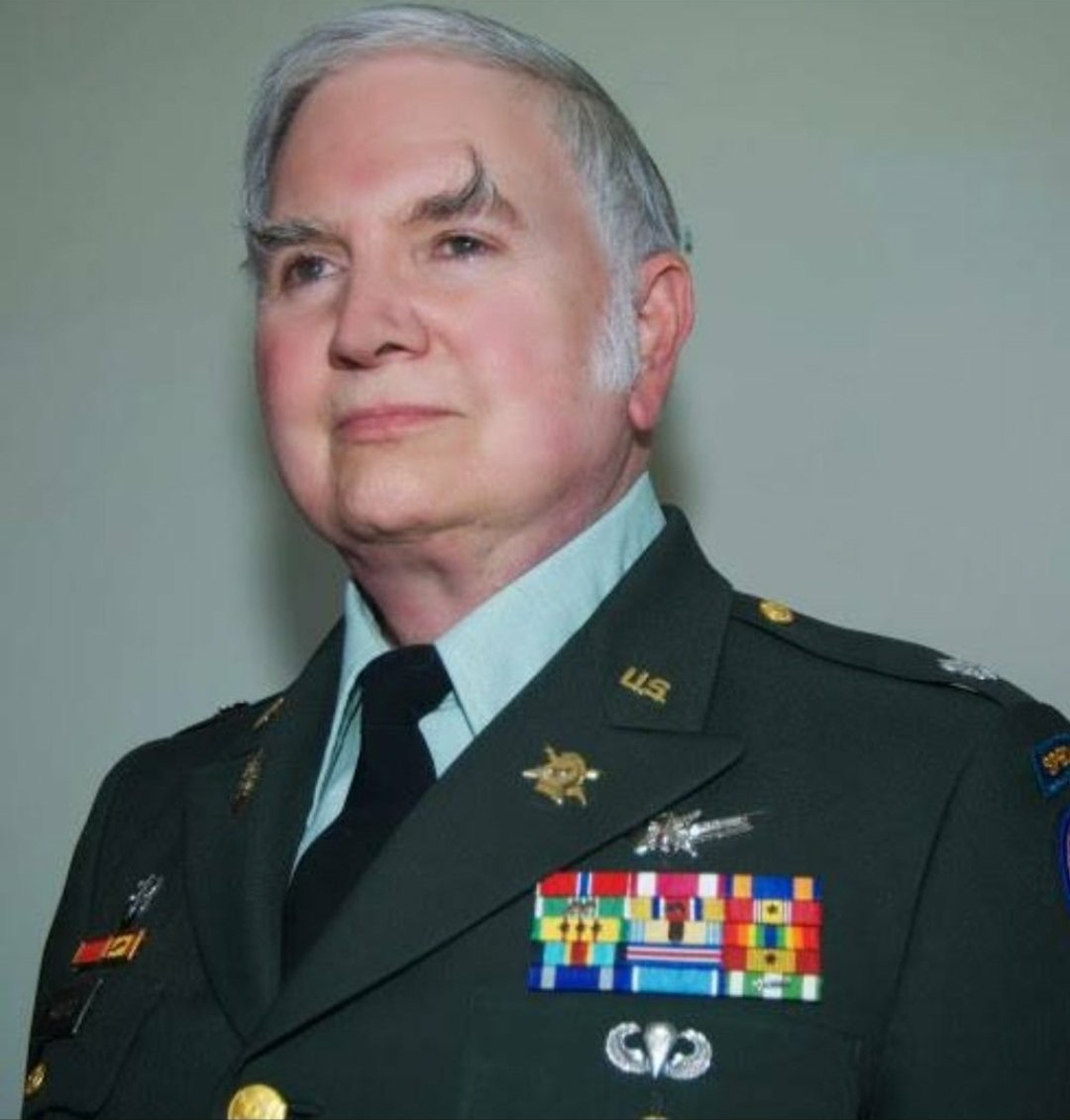
Teniente coronel Michael Aquino, especializado en guerra psicológica.

Michael Aquino, nacido en 1946, era un oficial de inteligencia militar especializado en guerra psicológica. En 1969 se unió a la Iglesia de Satanás de Anton LaVey y ascendió rápidamente en las filas del grupo. En 1970, mientras estaba sirviendo con el ejército estadounidense durante la Guerra de Vietnam, Aquino estaba destinado en B inn Cát en Vietnam del Sur cuando escribió un tratado titulado "Diabolicon" en el que reflexionaba sobre su creciente divergencia con las doctrinas de la Iglesia de Satanás. En este tratado, se presentan enseñanzas sobre la creación del mundo, Dios y la humanidad, así como la idea dualista de que Satanás complementa a Dios. El personaje de Lucifer se presenta como aportando conocimiento a la sociedad humana, una descripción de Lucifer que fue heredada del poema épico del siglo XVII Paradise Lost de John Milton.
En 1971, Aquino fue clasificado como Magister Caverns del IV ° dentro de la jerarquía de la Iglesia, fue editor de su publicación La pezuña hendida y formó parte de su gobernante Consejo de los Nueve. En 1973 ascendió al rango de Magister Templi del IV ° que no había alcanzado anteriormente. Según los estudiosos del satanismo Per Faxneld y Jesper Petersen, Aquino se había convertido en la "mano derecha" de LaVey. No obstante, había cosas que a Aquino no le gustaban de la Iglesia de Satanás; pensó que había atraído a muchos "seguidores de la moda, ególatras y excéntricos variados, cuyo interés principal en convertirse en satanistas era exhibir sus tarjetas de membresía para la notoriedad de los cócteles". Cuando, en 1975, LaVey abolió el sistema de grupos regionales, o grutas, y declaró que en el futuro todos los títulos se entregarían a cambio de contribuciones financieras o de otro tipo a la Iglesia, Aquino se sintió cada vez más descontento; renunció a la organización el 10 de junio de 1975. Si bien LaVey parece haber tenido una visión pragmática y práctica de los grados y del sacerdocio satánico, con la intención de que reflejen el papel social del poseedor del título dentro de la organización, Aquino y sus seguidores vieron el sacerdocio como espiritual, sagrado e irrevocable. Dyrendal, Lewis y Petersen describen a Aquino como, en efecto, acusando a LaVey del sacrilegio de la simonía. 
Aquino luego proporcionó lo que se ha descrito como un "mito fundamental" para su religión setiana. Habiendo dejado la Iglesia, se embarcó en un ritual con la intención de pedirle consejo a Satanás sobre qué hacer a continuación. Según su relato, en el solsticio de verano de 1975, Satanás apareció y reveló que quería ser conocido por su verdadero nombre, Set, que había sido el nombre usado por sus adoradores en el antiguo Egipto. Aquino produjo un texto religioso, El libro de la llegada de la noche, que, según él, le había sido revelado por Set a través de un proceso de escritura automática. Según Aquino, "no había nada abiertamente sensacional, sobrenatural o melodramático en el trabajo de El libro de la llegada de la noche. Simplemente me senté y lo escribí". El libro proclamaba que Aquino era el mago del nuevo Aeon de Set y el heredero del "mandato infernal" de LaVey. Aquino declaró más tarde que la revelación de que Satanás era Set requería su propia exploración de la egiptología, un tema sobre el que previamente había sabido comparativamente poco.
El Libro de la llegada de la noche de Aquino hace referencia al El libro de la ley, un texto igualmente "revelado" producido por el ocultista Aleister Crowley en 1904 que sentó las bases de la religión de Crowley sobre Thelema. En el libro de Aquino, El libro de la ley fue presentado como un texto espiritual genuino entregado a Crowley por fuentes sobrenaturales, pero también se declaró que Crowley había entendido mal tanto su origen como su mensaje. Al hacer referencia al El libro de la ley, Aquino se presentó a sí mismo como el heredero de Crowley tanto como el de LaVey, y el trabajo de Aquino se relacionaría con los escritos y creencias de Crowley en una medida mucho mayor de lo que lo hizo LaVey.
Al establecer el Templo, a Aquino se unieron otros exmiembros de la Iglesia de LaVey, y pronto se establecieron grupos setianos, o torres de alta tensión, en varias partes de los Estados Unidos. La estructura del Templo se basó en gran medida en las de las órdenes mágicas ceremoniales de finales del siglo XIX, como la Orden Hermética de la Golden Dawn y el Ordo Templi Orientis. Aquino ha declarado que creía que LaVey no era simplemente un líder carismático, sino que había sido designado por el mismo Satanás (refiriéndose a esta autoridad carismática como el "Mandato Infernal") para fundar la Iglesia. Después de la división de 1975, Aquino creía que LaVey había perdido el mandato, que el "Príncipe de las Tinieblas" luego transfirió a Aquino ya una nueva organización, el Templo de Set. Según el historiador de la religión Mattias Gardell y el periodista Gavin Baddeley, Aquino mostró una "obsesión" con LaVey después de su salida de la Iglesia, por ejemplo, al hacer públicos documentos judiciales que reflejaban negativamente sobre su ex mentor, entre ellos, órdenes de restricción, procedimientos de divorcio y una declaración de quiebra. A su vez, LaVey satirizó el nuevo templo como "Los hijos del desierto de Laurel y Hardy". En 1975, el Templo se incorporó como una Iglesia sin fines de lucro en California, recibiendo el reconocimiento estatal y federal y la exención de impuestos más tarde ese año.

## Creencias

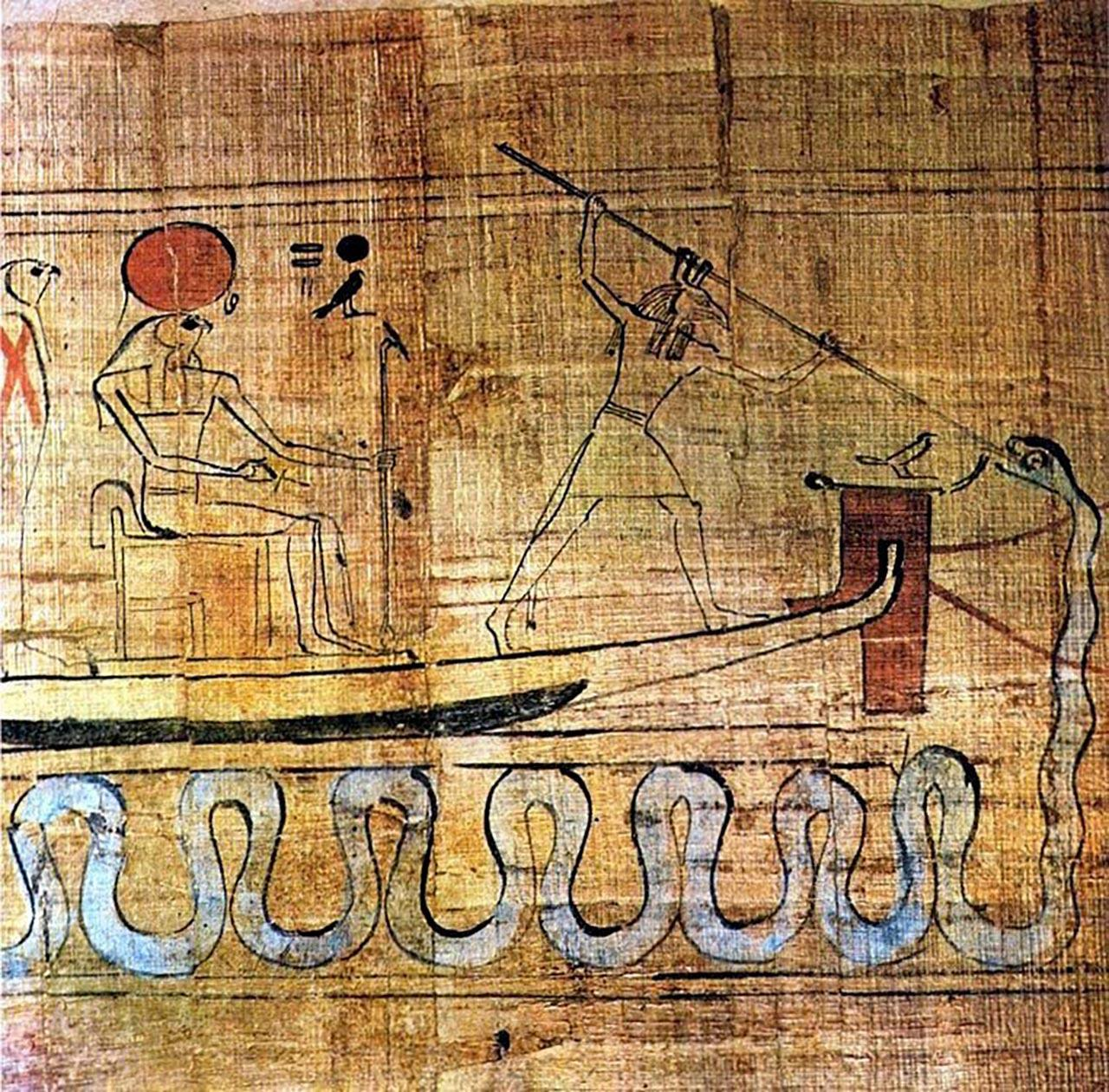
Set alanceando a la serpiente Apep (Museo Egipcio, El Cairo).

Los adeptos al Templo de Set son llamados "setianos". Aunque tienen un origen Satanista, no se consideran satanistas en sí. Su principal diferencia con la Iglesia de Satán es que en ésta, se le considera al diablo como una metáfora, mientras que el Templo de Set lo considera una entidad espiritual realmente existente. A pesar de esto, en la actualidad un setiano no tiene que creer en Set como un dios o ente metafísico real.
El punto fundamental de la religión de Set es "Xeper", un supuesto verbo egipcio que significa "He entrado en Ser" y que refleja el carácter de iniciación y auto-deificación que tiene que tener un setiano. El Templo de Set por lo tanto, venera el potencial mágico del individuo.
El Templo de Set tiene los siguientes niveles:
- Setiano (Primer Grado)
- Adepto (Segundo Grado)
- Sacerdote/Sacerdotisa (Tercer Grado)
- Magister/Magistra Templi (Cuarto Grado)
- Magus/Maga (Quinto Grado)
- Ipsissimus/Ipsissima (Sexto Grado)

Existen varias órdenes dentro del Templo de Set dedicados a diferentes tipos de investigación mágica. Por ejemplo una de éstas es la Orden del Trapezoide, cuyo particular enfoque es la magia rúnica del Norte de Europa.

## Liderazgo
La organización está dirigida por un sumo sacerdote o sacerdotisa, que también es la cara pública del Templo. El sumo sacerdote es elegido entre los miembros de cuarto o más grados por el presidente del Consejo de Nueve. Este consejo gobernante tiene nueve miembros elegidos al sacerdocio (tercer grado o más alto), cuyo mandato dura nueve años y un nuevo miembro se elige cada año. El presidente del consejo es elegido entre los miembros del consejo cada año. El consejo tiene el máximo poder gobernante en el Templo e incluso el sumo sacerdote es responsable ante él. El Templo también tiene un director ejecutivo, cuya tarea es tratar asuntos administrativos.
Desde su fundación en 1975, el templo ha tenido los siguientes sumos sacerdotes / sacerdotisas:
- Michael A. Aquino (1975-1979, 1982-1996, 2002-2004)
- Ronald K. Barrett (1979-1982)
- Don Webb (1996-2002)
- Zeena Schreck (2002)
- Patricia Hardy (2004-2013)
- James Fitzsimmons (2013-presente)

## En la actualidad
En 2007 el Templo contaba con 200 miembros alrededor del mundo. En el estado de California el Templo de Set está catalogado como una organización religiosa sin fines de lucro. El Templo de Set tiene su sede en la ciudad de San Francisco, aunque cabe destacar que no existe un edificio particular en donde el Templo de Set se reúna siendo esta sede únicamente oficinas administrativas. Aunque Aquino mantuvo una posición de liderazgo él salió del poder hace muchos años dando paso a otros Sumos Sacerdotes con el tiempo, el actual sumo sacerdote y presidente del Templo es James Fitzsimmons.